# Sphaerophoria biunciata
Sphaerophoria biunciata är en tvåvingeart som beskrevs av Huo, Ren och Zheng 2007. Sphaerophoria biunciata ingår i släktet sländblomflugor, och familjen blomflugor. Inga underarter finns listade i Catalogue of Life.